# イヌイット党
イヌイット党（イヌイットとう、グリーンランド語: Partii Inuit）は、グリーンランドの政党。イヌイット友愛党から離党した複数の議員により、2013年始めに結成された。
グリーンランドで多用されているデンマーク語を排除すべきなどといった言語差別的な政策を掲げるなど、イヌイット友愛党よりも急進的な性質を持ち、党の公式サイトもグリーンランド語のみで記述されている。
イヌイット友愛党からの離党後に実施された2013年3月12日に行われた選挙では2議席を得たが、翌年2014年11月28日に行われた選挙では得票率が4.8%減少し、前回選挙で獲得した2議席を失った。
2018年3月16日付で解党し、党員はナレラク党に合流することを公表した。